# Rockbitch
Rockbitch, RockBitch o Rock (Bitch, traducible al esp. como «perra», «puta» o «zorra») fue una banda británica de rock gótico con toques de metal progresivo (exclusivamente femenina desde que Tony Skinner pasó de guitarrista principal a convertirse en representante y productor del grupo en el 2000), cuyas componentes se definían a sí mismas como lesbianas y bisexuales, conocida especialmente por sus desnudos totales tanto dentro (de esta forma actuaron en Múnich el verano de 1997, lo que unido al uso irreverente de símbolos religiosos llevó a las autoridades locales a prohibir el evento) como fuera de los escenarios (en el videoclip correspondiente al tema Diva [LIVE IN AMSTERDAM, 1997] se observa cómo tres de sus miembros se bajan de un autobús y caminan sin ropa alguna por distintos lugares de la ciudad), llegando incluso a realizar durante sus espectáculos en directo todo tipo de ritos paganos y prácticas sexuales tanto entre ellas como con los asistentes (tanto hombres como mujeres) a los mismos.
Sus controvertidas actuaciones fueron expresamente censuradas en numerosos países de Europa como Alemania, Eslovenia, España, Estonia, Finlandia, Italia, Países Bajos (salvo en la región de Ámsterdam), Reino Unido o la República Checa, entre otros, así como la realización de una gira promocional por Canadá, lo que en algunos casos contribuyó incluso más a acrecentar su popularidad.
En el aspecto personal vivían como una comunidad poliamorosa situada en un antiguo monasterio reconvertido ubicado en una pequeña localidad cercana a la ciudad francesa de Metz, al que regresaban tras los conciertos —abierto a todo aquel que quisiera conocer su día a día: por ejemplo, el ganador del llamado «Condón de Platino» tenía derecho a pasar una noche en el mismo y tener sexo con Lucy, Babe y Nikki Fay—, por donde se movían sin ningún tipo de tabú y practicaban el «amor libre» con total desinhibición.
Como miembros activas del movimiento feminista colaboraron a lo largo de su carrera artística en un buen número de grabaciones y proyectos, siendo galardonadas con el «Sex Maniacs Ball» (denominado posteriormente «Night of the Senses») instituido por la sexóloga y escritora británica Rosalind Mary Owens, más conocida como Tuppy Owens.
En palabras de Lisa Wills (2003) «Somos lo que se obtiene cuando mujeres fuertes e inteligentes deciden liberarse de las expectativas de otras personas y vivir más cerca del corazón».

## Historia y estilo artístico
Como «Cat Genetica» la banda fue fundada en 1984 por la bajista Amanda Smith (apodada la Puta) y el guitarrista Tony Skinner (la Bestia), pasando a denominarse «Red Abyss» (Abismo Rojo) en referencia al enrojecimiento de la vagina durante la menstruación) en 1989 y cuyas componentes procedían de una comuna compuesta casi exclusivamente por mujeres (a finales de la década siguiente llegó a tener un total de diecisiete miembros), descrita por ellas mismas como una «utopía femenina, pagana y prosexual», en la que la monogamia estaba estrictamente prohibida y de la que formaban parte Julie Worland, Smith-Skinner, Joanne Heeley, Suna Dasi, Lisa Wills, Tony (uno de los dos únicos hombres del grupo) o Nikki Fay, algunas de las cuales habían cursado antes estudios de teatro y música clásica.
En 1996, coincidente con el cambio de formación con Joanne en la batería, el grupo pasó a llamarse Rockbitch, a raíz de lo cual se produjo la implementación de una amplia gama de géneros musicales más extremos, así como de la desnudez total y la práctica del sexo explícito ante el público:

¡A la mierda todo: provoquemos, agitemos, somos feministas y radicales de corazón, sigamos adelante con el movimiento!

Desde finales de 1998 hasta los primeros años de la década siguiente realizaron una extensa gira de espectáculos en vivo por diversas ciudades de Europa caracterizada en general por la creciente resistencia de las autoridades locales (destacan sobre todo en este aspecto las constantes negativas de numerosos ayuntamientos del Reino Unido [durante un concierto en Gales varios sacerdotes se acercaron al recinto donde se estaba llevando a cabo con el fin de exorcizar a las «pecaminosas» artistas], Alemania, Noruega [un concierto que se estaba celebrando fue suspendido en el momento en que Babe comenzó a orinar encima de otra componente de la banda] o Suecia) a conceder los oportunos permisos para que aquellos pudieran llevarse a cabo, por lo que se vio obligada frecuentemente a buscar lugares alternativos.
Algo parecido sucedió con la compañía discográfica alemana Steamhammer quien tras el lanzamiento del álbum de estudio Motor Driven Bimbo en 1999 instó a las componentes de la banda a que dejasen de seguir realizando actos sexuales (completamente desnudas) sobre el escenario, a lo que estas se negaron, lo que implicó la ruptura de relaciones comerciales con la empresa. Por tal motivo su siguiente disco (Psychic Attack, 2002) en el que se incluía originariamente la canción I Wish I Were escrita por la poeta estadounidense Erzsebet Beck nunca fue presentado en directo.
Tras su separación en 2002, debida en buena parte a sus frecuentes enfrentamientos con la Policía (la propia Interpol intervino en ese momento para neutralizar su influencia), grupos ultracatólicos y otras fuerzas oficiales, sus nueve antiguas componentes (Babe pasó a llamarse Alexandra) formaron el nuevo grupo «MT-TV» como un proyecto estrictamente musical, ya sin escenas de sexo ni desnudos totales, si bien cabe señalar que incluso así algunos de sus conciertos fueron tildados de «vulgares y obscenos». Tras una gira por el Reino Unido en el verano de 2005 se mudaron a los Estados Unidos (a raíz del concierto celebrado en Toledo, Ohio, en junio de 2007 un policía acusó a la cantante del grupo Julie Worland ya que según él no llevaba bragas debajo de la minifalda), varios de cuyos primeros conciertos fueron recogidos en el vídeo Shevolution publicado en 2007.
El año anterior Amanda Smith y Joanne Heeley pasaron a formar parte de la banda de rock alternativo Syren creada en Estados Unidos por la cantante, guitarrista y compositora Erin Bennett. Joanne murió a consecuencia de un cáncer de mama el 11 de enero de 2012, a los 39 años de edad, Amanda abandonó por completo el mundo de la música mientras que Erin continuó actuando como solista en una orquesta de acompañamiento. Finalmente, Nikki y Kali se unieron a Erin en 2018 y junto a otras tres artistas de su grupo compusieron la banda de rock electrónico Ebb.
En cuanto a su estilo artístico (catalogado según qué fuentes como hard rock, metal gótico, queercore o rock industrial) cabe hablar de la influencia de diversos géneros y figuras musicales del momento como el jazz, el funk, el rock o más concretamente Queen, Doro, System of a Down o la cantante estadounidense Janis Joplin, si bien con el paso del tiempo se detecta la incorporación de nuevos sonidos cada vez más duros como el punk, el heavy metal, etcétera. Respecto al contenido de las letras de sus canciones, estas tratan sobre temas como la sexualidad, el ocultismo, el empoderamiento femenino o la lucha contra los celos, expresando sus deseos de impulsar la antigua percepción del sexo como un camino espiritual hacia una pansexualidad universal.

## Imagen pública

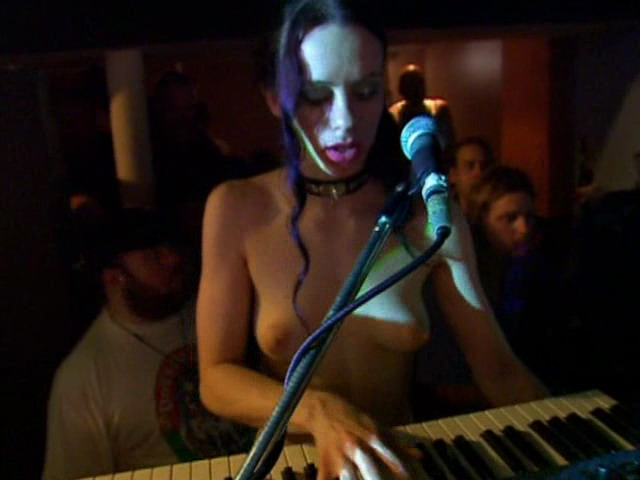
Nikki Fay (teclados, ninfomaníaca).

Dentro del más radical estilo punky las instrumentistas del grupo como Nikki Fay, Jo o Lisa Wills (Babe) utilizaban durante sus actuaciones botas altas, faldas extremadamente cortas, tangas, sostenes o arneses, todo ello confeccionado con correas de cuero u otros materiales, si bien en numerosas ocasiones solían deshacerse de los mismos hasta quedarse (Babe sobre todo) completamente desnudas. Por su parte Julie Worland (voz principal, sacerdotisa guerrera) solía aparecer con un aspecto bien distinto basado en el uso de largas túnicas de apariencia gótica, de tonos intensos y sombríos, diseñadas de tal forma que dejaban enteramente las tetas al descubierto. En cuanto al maquillaje predominaban los colores siniestros y las gamas de alto contraste, especialmente concentrado alrededor de los ojos, las manos y otras partes del cuerpo. A este respecto la propia Babe declaró en 2002 que la banda no tuvo nunca problemas con ninguno de los grupos de asistentes a sus conciertos, más incluso habida cuenta de que si bien había chicos que solo iban «a mirar tetas» siempre había otras personas que veían el significado más profundo de sus actuaciones «y ambos se lo pasaban en grande».
Pero lo que sin duda las convirtió en una de las formaciones más transgresoras del panorama musical del último cuarto del siglo xx fueron sus inusuales puestas en escena a base de agresivos tocamientos de zonas erógenas como la vagina o los pezones, cunnilingus, penetraciones anales, sexo oral, «lluvias doradas», masturbaciones, fist-fucking (tanto con la mano como con cualquier objeto fusiforme), prácticas BDSM y comentarios soeces (en su estudio Forcenés du désir [2000] Christophe Boursiller destaca entre las primeras el momento en el que una de las componentes del grupo «orina sobre un cuerpo que gime en el suelo, loco de placer o de agonía»), de fuerte contenido sadomasoquista y pornográfico (con rasgos satánicos), llegando incluso a realizar durante sus actuaciones en directo todo tipo de prácticas sexuales tanto entre ellas como con el espectador (indistintamente hombre que mujer) que en cada caso había conseguido atrapar el «Condón Dorado» que previamente habían lanzado, lo que le daba derecho a tener sexo una vez terminado el concierto con una (la stage slut o «puta del escenario») o más componentes del grupo. También al finalizar las artistas invitaban a «dos hombres y todas las mujeres que fuera posible» a participar en una orgía tumultuaria.

## Discografía y videografía (selección)
| Título original                      | Lanzamiento  | País                     | Discográfica                    | Géneros                            | Temas |
| ------------------------------------ | ------------ | ------------------------ | ------------------------------- | ---------------------------------- | --- |
| LUCI'S LOVE CHILD                    | 1992         | Reino Unido, Francia     | Eurock Records                  | Rock                               | Wait til the Morning White Trash She's Free Loser Slave Sex Doux Ange Angel's Bed Scream Becomes a Hymn Decadance          |
| LIVE IN AMSTERDAM                    | 1997         | Reino Unido              | Crystal Rock Syndicate          | Industrial Rock                    | CD-1 Whore of Satan CD-2 SNAFU CD-3 Maiden Whore CD-4 Diva CD-5 Fistfuck                                                   |
| MOTOR DRIVEN BIMBO (cinco versiones) | 23 nov. 1999 | Alemania, Polonia, Japón | Steamhammer, Metal Mind Records | Industrial Rock, Alternative Metal | SNAFU The Church Eveline Baby Sex & the Devil Open Letter Nympho Innocence Lucifer Essex Girl Tell me Bride of Christ Diva |
| PSYCHIC ATTACK                       | 2002         |                          |                                 | Industrial Metal                   | Krone Killer Sucker Suffragette Tick Tock Whore Holy Breathe Choir of Hell Lady Away Loevo – Love Dies                     |
| Live in France                       | 1 ene. 2005  |                          | Worland/Skinner                 | Rock                               | Devils California Take Me Murderer Bring it Down Falling Hear Me                                                           |
| North South                          | 1 ene. 2008  |                          | Worland/Skinner                 | Rock                               | Kry Me Lie Evermore Shane Hear Me Sinners Cold to the Touch                                                                |

| Título original  | Lanzamiento | País     | Discográfica | Géneros | Temas                |
| ---------------- | ----------- | -------- | ------------ | ------- | -------------------- |
| 3 TRACK PROMO CD | 1999        | Alemania | Steamhammer  | Rock    | Lucifer Eveline Diva |

| Título original               | Lanzamiento  | País           | Discográfica                      | Autores | Géneros          | Temas          |
| ----------------------------- | ------------ | -------------- | --------------------------------- | ------- | ---------------- | -------------- |
| 5/99                          | Ago. 1999    | Polonia        | Jazgot                            | Varios  | Rock             | 1-4 Lucifer    |
| Ladies, Queens & Sluts        | 1999         | Alemania       | Hall of Sermon                    | Varios  | Rock             | 1-12 Eveline   |
| Psychosonic! Vol. 4           | Jun. 1999    | Italia         | Psycho!                           | Varios  | Rock             | 1-11 Lucifer   |
| Rock Sound Vol. 15/16         | 1999         | Italia         | Rock Sound                        | Varios  | Rock             | 1-3 The Church |
| Dinamit Vol. 16               | 21 abr. 1999 | Alemania       | RockHard                          | Varios  | Rock             | 1-12 Lucifer   |
| Metal Hammer 9                | 1 sep. 1999  | Polonia        | Metal Hammer                      | Varios  | Rock             | 1-17 Lucifer   |
| Off Road Tracks Vol. 20       | Jun. 1999    | Alemania       | Metal Hammer, Röder Media Service | Varios  | Rock             | 1-5 Eveline    |
| New Signs & Sounds 07/08-99   | Jun. 1999    | Alemania       | Zillo                             | Varios  | Electronic, Rock | 5-18 Eveline   |
| Hammered Vol. 6               | Jul. 1999    | Reino Unido    | Metal Hammer                      | Varios  | Rock             | 1-5 Essex Girl |
| Soundcheck # 34               | 1999         | Suecia         | Close-Up Magazine                 | Varios  | Rock             | 1-13 Lucifer   |
| New Signs & Sounds            | Jul. 1999    | Alemania       | Zillo                             | Varios  | Electronic, Rock | 1-5 Eveline    |
| Music with Attitude Vol. 5    | Jul. 1999    | Reino Unido    | Rock Sound                        | Varios  | Electronic, Rock | 1-9 Snafu      |
| SPV North America Compilation | 2000         | Estados Unidos | SPV Recordings                    | Varios  | Rock             | 1-6 Lucifer    |

| Título original                         | Lanzamiento | País         | Discográfica | Temas |
| --------------------------------------- | ----------- | ------------ | ------------ | --- |
| BITCHCRAFT (cinco versiones)            | 1997        |              | TVA RB-4     | 1 Introduction 2 Cindy 3 Kill 4 The Golden Condom Award 5 Exploring Amsterdam 6 Lucifer 7 Bitter Rose 8 Fist Fuck (part 1) 9 France 10 Whore of Satan 11 Kalima 12 Up & Down 13 Fist Fuck (part 2) 14 The Sex Maniacs Ball 15 Pissdrippingfurburger |
| THE BITCH O'CLOCK NEWS (tres versiones) | 1998        | Países Bajos | TVA RB-2     | — |
| Shevolution                             | 2007        |              |              | — |
| West East                               | 2008        |              |              | — |

| Título original                | Fecha de estreno | País        | Dirección      | Reparto principal                                                                    | Duración   |
| ------------------------------ | ---------------- | ----------- | -------------- | ------------------------------------------------------------------------------------ | ---------- |
| ROCK BITCH (documental)        | 1997             | Reino Unido | Olivier Jansen | Simone Angel (entrevistadora) Julie Worland Joanne Heeley Amanda Smith               | 1 h 16 min |
| THIS IS ROCKBITCH (documental) | 20 sep. 2003     | Reino Unido | Norman Hull    | Suna Dasi Nikki Fay Joanne Heeley Amanda Smith Tony Skinner Lisa Wills Julie Worland | 47 min     |

     Como «Red Abyss».
     Como «MT-TV».
     No puesto a la venta.
     No consta.

### Hemerografía
- Jensen, K. Thor (1 feb. 2017). «The Feminist Metal Band That Had Wild Sex Onstage». Dose (en inglés). «The world was never ready for Rockbitch».
- Ramos, João Pedro (1 mar. 2016). «Sexo, satanismo e hard rock feminista: os ingredientes que criaram a inacreditável Rockbitch». Crush em Hi-Fi (en portugués).
- Richardson Andrews, Charlotte (5 jul. 2012). «The "slut rock" of Butcher Babies pales next to music's true female adventurers». The Guardian (en inglés). «Butcher Babies may play semi-nude. But theirs is still a Playboy approach to female sexuality – Rockbitch and Tribe 8 proved women really could do what they wanted».